# Ruggiero Amico
Ruggiero Amico (Messina probabilmente, ... – 1248 circa) è stato un politico e poeta italiano.
Fu giustiziere ai tempi di Federico II di Svevia ed esponente della Scuola poetica siciliana.

## Biografia
Di probabile origine messinese, i suoi feudi si trovano tutti in Calabria. Si suppone che sia parte della famiglia D'Amico, padre di Guglielmo e quindi nonno di Ruggiero di Lauria, essendo la madre di quest'ultimo, Bella, sicuramente sorella di Guglielmo e presumibilmente altra figlia di Ruggiero Amico.

### Titoli nobiliari
È signore della baronia di Cerchiara di Calabria, consistente in Cerchiara e nei casali di Sant'Antonio, Casalnuovo, degli Schiavi, Placazzo, Sant'Elia e Albidona, e signore di altri feudi in Oriolo, Galata e Cosenza.

### Carriera politica
La citazione più remota risale al 10 ottobre 1239, ossia del periodo in cui riveste la carica di giustiziere della Sicilia occidentale (Sicilia ultra flumen Salsum). Probabilmente lo è già a partire dal 10 settembre dello stesso anno, in un periodo di forte difficoltà per Federico II di Svevia, che da pochi mesi è destinatario di una seconda scomunica comminatagli da papa Gregorio IX. Federico prende pesanti misure per assicurarsi la fedeltà dei suoi funzionari e prevenire eventuali tradimenti; la nomina di Ruggiero, in un momento così delicato, denota la fiducia dell'imperatore posta nei suoi confronti. Per suo ordine, Ruggiero intraprende pesanti misure contro il clero che, dopo la scomunica, sono considerati nemici dell'imperatore, in quanto partigiani del papa.
Tenta anche di mantenere l'ordine interno in Sicilia, irrigidendosi contro i saraceni, abitanti dell'isola, accusati di abusi; quindi vengono deportati per costituire l'insediamento musulmano di Lucera. Inoltre, punisce duramente le città di Centorbi e Capizzi per la loro adesione alla rivolta del 1232: le città sono distrutte e gli abitanti braccati per tutta la Sicilia, poi arrestati e puniti.
Nel maggio 1240 Ruggiero è eletto dall'imperatore Federico II capitano e maestro giustiziere di Sicilia e Calabria.

### Congiura di Capaccio
Nel 1246 scoppia la congiura di Capaccio che, ordita dal papa e dai baroni ribelli, mira alla detronizzazione di Federico II di Svevia; alla stessa partecipa anche Amico, il quale passerà perciò gli ultimi giorni della sua vita in carcere.

### Discendenza
Il terminus ante quem per la sua morte è il 1248, anno in cui i suoi figli si vedono restituire da papa Innocenzo IV i feudi calabresi; è più verosimile che fosse già stato punito con la morte l'anno stesso del suo tradimento perpetrato ai danni dell'imperatore nel 1246. Tra i destinatari della formale restituzione dei feudi vi è il figlio Corrado che potrà così tornare nel regno di Sicilia solo con l'avvento di Carlo d'Angiò, riacquisendo completamente i beni in circa 18 anni, amministrati insieme alla madre Venia De Dragone e alla sorella Margherita, fino alla nuova estromissione, avvenuta l'anno prima della sua morte, nel 1275. In seguito, i feudi tornarono nelle mani di Iacopa Di Chiaromonte, moglie di Corrado, e dopo una breve confisca, ai figli Ruggero e Avenia, e così, a suo marito Iacopo D'Oppido. Tuttavia, la cognata Margherita De Amicis riuscì ad appropriarsene e a farli ereditare prima al figlio Oliviero, figlio di Giovanni De Bosco, e a sua moglie Gemma D'Aquino, con cui però fu acremente in combutta, e poi al figlio Giovanni, che condivise i suoi beni con la cognata. In seguito, i beni passarono nuovamente nelle mani della famiglia De Amicis, con la figlia di Avenia e Iacopo, Dierna.

### Attività poetica
Fu poeta della Scuola siciliana: scrisse infatti la canzone Sovente Amor n'à ricuto manti; di altri componimenti, a lui attribuiti da taluni studiosi, non v'è assoluta certezza.